# Rubino (sous-marin)
Pour les articles homonymes, voir Rubino (homonymie).
Le Rubino (en français : Rubis) est un sous-marin de la classe Sirena (sous-classe de la Serie 600, en service dans la Regia Marina lancé au début des années 1930 et ayant servi pendant la Seconde Guerre mondiale.

## Caractéristiques
La classe Sirena était une version améliorée et élargie des précédents sous-marins de la classe Argonauta. La marine italienne décida de commander la construction de la série Sirena alors que la série Argonauta était encore en cours de construction. Le projet initial n’a été que légèrement retouché, quelques améliorations sont apportées et la forme de la coque dans la partie avant est modifiée avec l'adoption de la proue a squalo (requin), caractéristique de tous les sous-marins du Genio Navale Bernardis. 
Des études menées par le principal ingénieur de la marine, Pericle Ferretti, ont abouti à la fabrication, dans les années trente, de l'appareil « ML », précurseur du schnorchel. Ces installations, qui auraient apporté d’importantes améliorations en matière de sécurité, d’autonomie, de rapidité et de capacité d’attaque, ont été fabriquées dans le CRDA de Monfalcone en 1934-1935 et commencé à être équipés sur les type Sirena ; cependant, lorsque l'amiral Antonio Legnani devint commandant des sous-marins de la Regia Marina en 1937, il fit enlever et démolir les « ML » car il les considéraient comme superflues. 
Ils déplaçaient 691 tonnes en surface et 850 tonnes en immersion. Les sous-marins mesuraient 60,18 mètres de long, avaient une largeur de 4,66 mètres et un tirant d'eau de 4,66 mètres. Leur équipage comptait 36 officiers et hommes d'équipage.
Pour la navigation de surface, les sous-marins étaient propulsés par deux moteurs diesel Tosi de 675 chevaux (503 kW), chacun entraînant un arbre d'hélice. En immersion, chaque hélice était entraînée par un moteur électrique Marelli de 400 chevaux-vapeur (298 kW). Ces moteurs électriques étaient alimentés par une batterie d'accumulateurs au plomb composée de 104 éléments. Ils pouvaient atteindre 14 noeuds (26 km/h) en surface et 7,5 noeuds (13,9 km/h) sous l'eau. En surface, la classe Sirena avait une autonomie de 5 000 milles nautiques (9 300 km) à 8 noeuds (15 km/h). En immersion, elle avait une autonomie de 72 milles nautiques (133 km) à 4 noeuds (7,4 km/h).
Les sous-marins étaient armés de six tubes lance-torpilles de 53,3 centimètres (21 pouces), quatre à l'avant et deux à l'arrière, pour lesquels ils transportaient un total de 12 torpilles. Ils étaient également armés d'un seul canon de pont de 100 mm (3,9 in) (copie du Canon de 10 cm K10 Škoda) à l'avant de la tour de contrôle (kiosque) pour le combat en surface. L'armement anti-aérien consistait en deux ou quatre mitrailleuses Breda Model 1931 de 13,2 mm.

## Construction et mise en service
Le Rubino est construit par le chantier naval Cantieri del Quarnaro de Fiume (Rijeka) en Croatie, et mis sur cale le 26 septembre 1931. Il est lancé le 29 mars 1933 et est achevé et mis en service le 21 mars 1934. Il est commissionné le même jour dans la Regia Marina.

## Historique
Une fois terminé, le Rubino est affecté au IIIe Escadron de sous-marins à La Spezia.
Déployé pour s'entraîner en mer Tyrrhénienne, il est transféré en 1938 au XIIIe Escadron de sous-marins (sans changer de base) et effectue plusieurs voyages en mer Adriatique, dans le Dodécanèse et au large de l'Afrique du Nord.
Sous le commandement du lieutenant de vaisseau (tenente di vascello) Paolo Comel, il participe clandestinement à la guerre civile d'Espagne avec une seule mission infructueuse au nord de l'île de La Galite, du 27 août au 4 septembre 1937.
Lorsque l'Italie entre dans la Seconde Guerre mondiale, leRubino est à Tarente, dans le 47e escadron de sous-marins du IVe Grupsom, commandé par le lieutenant de vaisseau Luigi Trebbi.
Le 18 juin, il quitte la base des Pouilles et se rend à Tobrouk en Libye puis dans son secteur d'embuscade, à une vingtaine de milles nautiques (37 km) à l'ouest d'Alexandrie, où il arrive le 21 juin,.
Repéré par les avions puis détecté par les destroyers HMS Dainty (H53), HMS Defender (H07), HMS Decoy (H75), HMS Ilex (D61) et HMS Voyager (D31), qui sont en mer dans le cadre de l'opération de ravitaillement "MA 3", leRubino est bombardé par des grenades sous-marines, mais n'en est ressorti que légèrement endommagé,.
Le Rubino se déplace ensuite d'une quarantaine de milles nautiques (74 km) vers le nord, arrivant dans cette zone le 25 juin, mais fait presque immédiatement demi-tour pour retourner à Tarente, sur ordre du commandement,.
Vers une heure de l'après-midi du 29, pendant le voyage de retour, alors qu'il se trouve près des côtes des Pouilles, il est survolé par un avion qui ne l'a pas attaqué, faisant ainsi croire qu'il appartenait à la Regia Aeronautica ou à la Luftwaffe. Il s'agit plutôt d'un des quatorze hydravions anti-sous-marins mis en œuvre par les Britanniques pour l'opération "MA3", qui, après s'être éloigné, a donné l'alerte.
A deux heures, en effet, l'hydravion Short Sunderland marqué "L 5084" attaque le Rubino - qui se trouve à une quarantaine de milles nautiques (74 km) au cap 150° du cap Santa Maria di Leuca - largue quelques bombes, dont deux à l'arrière de la tourelle kiosque, provoquant le naufrage brutal du sous-marin à la position géographique de 39° 10′ N, 18° 49′ E,,.
Le sous-marin ayant coulé, décèdent le commandant Trebbi, le responsable des machines (le lieutenant du génie naval Arturo Godano), 8 sous-officiers et 30 marins. Seul le commandant en second (le sous-lieutenant Giuseppe Bracco) et trois autres hommes ont survécu, sauvés du même hydravion anglais, qui se pose immédiatement après le naufrage du Rubino ,.
Lors de cette unique mission de guerre, le sous-marin avait parcouru 1 342 milles nautiques (2 485 km) en surface et 262 milles nautiques (485 km) sous l'eau.